# Mörön, Sverige
Mörön är en småort i Nederluleå socken i Luleå kommun belägen cirka 15 kilometer rakt sydväst från Luleå och ligger invid havet.

## Historik
Den första bosättning skedde år 1772. Näringar var traditionellt jordbruk, fiske och säljakt. Tidigare var byn belägen på en ö helt omgivet av vatten, men landhöjningen har numera förenat ön med fastlandet.
Mörön blev utsedd till Årets by i Luleå kommun 2007.
Under 2017 lade Skanova ner det kopparbaserade telenätet på orten.

## Sevärdheter
- Möröns Säljaktsmuseet är Norrbottens enda säljaktsmuseum. Det arrangeras även sälsafari från Mörön.
- Sikhällan vid Mörön är Sveriges äldsta berggrund i dagen - 2 700 miljoner år
- Möröberget med rester av gruvbrytning med mera
- Renholmsberget med klapperstensfält
- Fågelskådning från Himlatornet
- Minnessten över förolyckade säljägare

## Samhället
Byn har en butik Antikt och Unikt i Mörön, Museum, Turist verksamhet(Explore Luleå) samt bussförbindelser med Länstrafiken.